# Малкова къща
Малковата къща (на гръцки: Αρχοντικό Μάλκου) е възрожденска къща в град Костур, Гърция.

## Местоположение
Къщата е разположена в северната традиционна махала Позери (Апозари) на „Христопулос“ № 107, 109 и 113.

## История
Къщата е построена в XIX век. В 1965 година е обявена за паметник на културата. Първоначалният собственик е Теохарис Малкос. След това сградата става собственост на Г. Сахинис и е известна и като Сахинева къща (Αρχοντικό Σαχίνη).

## Архитектура
В архитектурно отношение принадлежи към най-стария тип костурски къщи – тези с правоъгълна форма. Оригиналната форма на сградата обаче е силно пострадала вследствие на многобройните промени през годините, като отваряне на нови прозорци, създаване на балкони и други. Първоначално е четириетажна сграда, а днес половината е триетажна, половината двуетажна.